# Milcovul
Milcovul è un comune della Romania di 3 547 abitanti, ubicato nel distretto di Vrancea, nella regione storica della Muntenia. 
Il comune è formato dall'unione di 2 villaggi: Lămotești e Milcovul.
Nel 2004 si sono staccati da Milcovul i villaggi di Gologanu e Răstoaca, andati a formare due nuovi comuni autonomi.

## Storia
Nel 1227 il re Andrea II d'Ungheria e l'arcivescovo di Strigonio Róbert vi fondarono un vescovato per i Cumani in fuga dai Mongoli, per gli insediamenti di Sassoni e Ungheresi e per le fondazioni presenti in zona dell'Ordine Teutonico.
Secondo alcune ricostruzione questo vescovato ebbe giurisdizione fino al Dnepr, sul regno del capo cumano Bejbars (detto anche Barc), che si sarebbe convertito al cristianesimo latino già nel 1227.
Nel 1241 la sede venne però spazzata via dai Mongoli. Ristabilita nel XIV secolo, la sede decadde alla fine del XV secolo per l'invasione di popolazioni non cristiane e fu soppressa nel XVI secolo.

## Monumenti
- Rovine della cattedrale